# Андизети
Андизети, такође се помињу и као Андисети (грч. Ανδιζητιοι), били су мало илирско племе које је живело на територији данашње Босне и Херцеговине. Не зна се много о овом племену осим што се налази на листи илирских племена које су састављали Римљани. Илири, који се спомињу на тој листи, управо су против Римљана подиги херојски отпор, а током тог Устанка можемо најбоље сагледати односе илирских племена и римске власти. Батон је лично име вође тог Устанка, а он је из Анда. То је било популарно лично име међу Илира јужне Паноније и северне Далмације. Назив Анди се тиме повезује са племеном Андизети. Друга варијанта овог распрострањеног личног илирског имена је Андис. Устанак је пропао, а романизација овог становништва почела је током владавине цара Трајана.